# Bronisław Mikołajczyk
Bronisław Mikołajczyk (ur. 2 października 1896 w Warszawie, zm. 28 sierpnia 1920 pod Skrychiczynem) – podchorąży piechoty Wojska Polskiego, kawaler Orderu Virtuti Militari.

## Życiorys
Syn Marcina i Weroniki z Brudnickich. Ukończył gimnazjum i kształcił się w Częstochowie na kursach handlowych, następnie pracował jako kierownik sklepu.
Od 1916 roku razem z bratem Bolesławem działał w Polskiej Organizacji Wojskowej oraz Związku Młodzieży Polskiej Niepodległościowej w Częstochowie. W listopadzie 1918 roku uczestniczył w rozbrajaniu wojsk austriackich. W tym samym miesiącu wstąpił do tworzonego na terenie Częstochowy 27 pułku piechoty i otrzymał przydział do jego II batalionu. Awansowany do stopnia podchorążego. Od stycznia 1919 walczył na froncie wołyńskim. Dowodząc 8 kompanią 27 pp wyróżnił się w walkach pod Uhłami nad Stohodem, w walkach nad Bugiem oraz w walkach pod Hrubieszowem. Poległ 28 sierpnia 1920 podczas ataku na wieś Skrychiczyn nad Bugiem. Pochowany na Cmentarzu Kule w Częstochowie. Nie założył rodziny.

## Ordery i odznaczenia
- Krzyż Srebrny Orderu Wojskowego Virtuti Militari Nr 1411 (pośmiertnie, 1921)[3][4]
- Krzyż Niepodległości